# The Blackout
The Blackout byla velšská post-hardcoreová hudební skupina. Vznikla v jihovelšském městě Merthyr Tydfil v roce 2003. Po celou dobu své existence vystupovala ve stejné sestavě. Členy skupiny byli zpěváci Sean Smith a Gavin Butler, kytaristé Matthew Davies a James „Bob“ Davies, baskytarista Rhys Lewis a bubeník Gareth „Snoz“ Lawrence. Své první album nazvané We Are the Dynamite skupina vydala v roce 2007. O dva roky později následovala deska The Best in Town a do roku 2013 vyšla ještě dvě další alba. V prosinci 2014 skupina oznámila plánované ukončení činnosti. Svůj poslední koncert odehrála v březnu 2015.

## Diskografie
- We Are the Dynamite (2007)
- The Best in Town (2009)
- Hope (2011)
- Start the Party (2013)